# Большой Лиман
Большой Лиман — озеро в России на границе Калмыкии и Ростовской области. Расположено в центральной части Кумо-Манычской впадины, западнее озера Маныч-Гудило. Относится к бассейну реки Маныч.
В настоящее время озеро является составной частью Пролетарского водохранилища и неотделимо от других озёр Манычской котловины, затопленных в результате его сооружения. До затопления площадь поверхности озера составляла 32,8 км², водосборная площадь — 7673 км².